# Église orthodoxe autocéphale biélorusse

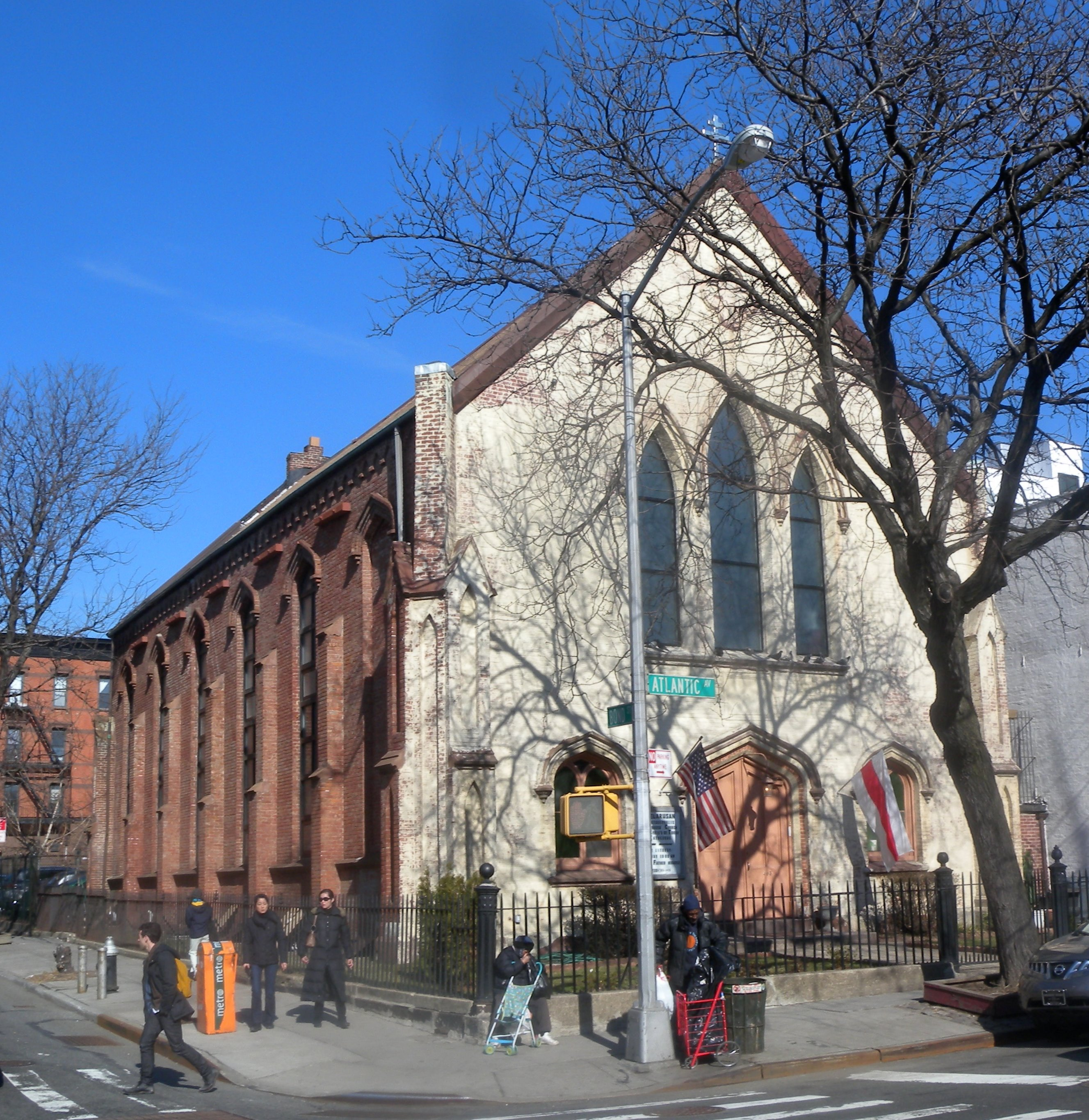
Cathédrale à New-York (Brooklyn)

L'Église orthodoxe autocéphale biélorusse est une Église orthodoxe non canonique. Le chef de l'Église porte le titre de Métropolite, avec résidence à New York. Le titulaire actuel est Svitaslau (Lohin), depuis 2008 (Évêque de Navahradak et d'Amérique du Nord).

## Histoire

### Histoire de l'Église orthodoxe en Biélorussie
- 1316 Création de la Métropole de Lituanie (siège à Novahradak) dans la juridiction du Patriarcat œcuménique de Constantinople

### Histoire de l'Église orthodoxe autocéphale biélorusse
- 23 juillet 1922 : Sobor (assemblée) de Minsk : fondation
- 30 août 1942 : Sobor de Minsk : refondation
- 5 juin 1948 : Sobor de Constance en Allemagne : organisation à l'étranger

## Organisation
L'Église compte des paroisses aux États-Unis (3), au Canada (1), en Australie (3) et au Royaume-Uni (1), et depuis 2010 en Biélorussie (1).